# Brushfire Fairytales
Brushfire Fairytales è l'album di debutto del musicista pop rock Jack Johnson.

## Il disco
L'album ha avuto un discreto apprezzamento da parte del pubblico ma, avendo già una laurea in studi cinematografici, decise che mai avrebbe avuto una carriera musicale. In realtà continua a produrre canzoni, tutte contraddistinte da ritmiche che vanno dal pop al rock-acustico fino al folk, soprattutto negli USA dove ha un buon successo.
I musicisti principali dell'album sono: Jack Johnson (voce, chitarre e piano), Adam Topol (batteria) e Merlo (basso). Brushfire Fairytales è stato prodotto da J.P. Plunier, arrangiato da Todd Burke con l'assistenza di Andrew Alekel e di Chad Essig ed è stato registrato negli studi della Grandmasters Recorders, King Sound da Dave Collins.
In quest'album di debutto Jack Johnson collabora con Ben Harper, che suona la chitarra nel brano "Flake", e con Tommy Jordan che suona la batteria nello stesso brano.

## Tracce
1. Inaudible Melodies – 3:35
2. Middle Man – 3:14
3. Posters – 3:13
4. Sexy Plexi – 2:07
5. Flake – 4:40
6. Bubble Toes – 3:56
7. Fortunate Fool – 3:48
8. The News – 2:26
9. Drink the Water – 3:21
10. Mudfootball (for Moe Lerner) – 3:03
11. F-Stop Blues – 3:10
12. Losing Hope – 3:52
13. It's All Understood – 5:28